# مرد ماه جوزا (فیلم)
مرد ماه جوزا (انگلیسی: Gemini Man) یک فیلم آمریکایی در سبک علمی–تخیلی، اکشن و درام به کارگردانی انگ لی است که در ۲ اکتبر ۲۰۱۹ از سوی پارامونت پیکچرز در ایالات متحده آمریکا منتشر گردید. از بازیگران آن می‌توان به ویل اسمیت، مری الیزابت وینستد، کلایو اوون و بندیکت وانگ اشاره کرد.
فیلم با واکنش منفی از سوی منقدان همراه بود و با فروش کم خود تبدیل به بمب گیشه شد.

## داستان
یک مأمور پا به سن گذاشته به نام هنری بروگن را روایت می‌کند که در آستانهٔ بازنشستگی از طرف جایی که در آنجا کار می‌کرد مورد هدف مرگ قرار می‌گیرد. او در ادامه متوجه می‌شود کسی که برای نابودی وی آمده، یک نسخهٔ جوان‌شده و تکامل‌یافته از خودش است که می‌تواند تمامی حرکات و قدم‌های او را پیشبینی کند و قرار است جایگزین وی در آینده شود.

## نقشها
ویل اسمیت در نقش هنری بروگن "رئیس سابق نیروی دریایی، که اکنون به عنوان یک قاتل برای اداره امور داخلی عمل می‌کند. هنری عموماً به عنوان بهترین قاتل نسل خود شناخته می‌شود. اسمیت همچنین نقش جکسون بروگن را بازی می‌کند. یک قاتل شبیه سازی شده از هنری که به دنبال او فرستاده شد. اسمیت " به صورت دیجیتالی " از طریق استفاده از ضبط حرکت و تصویربرداری کامپیوتری تولید شده بود.
مری الیزابت وینستد در نقش دنی زاکار وسکی " یک سرباز کهنه‌کار نیروی دریایی و مأمور وزارت امور داخلی که به هنری پس از ترور وی کمک می‌کند.
کلایو اوون در نقش کلی تون "کلی" "، مدیر ظالم" Clayton "است که برای" بازنشستگی "هنری" جونیور " را ایجاد می‌کند و جای او را می‌گیرد.
بندیکت وانگ در نقش بارون " هم‌کار سابق دریایی هنری است که به عنوان یک مجری تور کار می‌کند.